# Episodi di Una famiglia americana (quinta stagione)
La quinta stagione della serie televisiva Una famiglia americana è stata trasmessa in anteprima negli Stati Uniti d'America dalla CBS tra il 23 settembre 1976 e il 17 marzo 1977.
| nº | Titolo originale          | Titolo italiano | Prima TV USA      | Prima TV Italia |
| -- | ------------------------- | --------------- | ----------------- | --------------- |
| 1  | The First Edition         |                 | 23 settembre 1976 |                 |
| 2  | The Vigil                 |                 | 30 settembre 1976 |                 |
| 3  | The Comeback              |                 | 7 ottobre 1976    |                 |
| 4  | The Baptism               |                 | 14 ottobre 1976   |                 |
| 5  | The Firestorm             |                 | 21 ottobre 1976   |                 |
| 6  | The Nightwalker           |                 | 28 ottobre 1976   |                 |
| 7  | The Wedding (Part 1)      |                 | 4 novembre 1976   |                 |
| 8  | The Wedding (Part 2)      |                 | 4 novembre 1976   |                 |
| 9  | The Cloudburst            |                 | 11 novembre 1976  |                 |
| 10 | The Great Motorcycle Race |                 | 18 novembre 1976  |                 |
| 11 | The Pony Cart             |                 | 2 dicembre 1976   |                 |
| 12 | The Best Christmas        |                 | 9 dicembre 1976   |                 |
| 13 | The Last Mustang          |                 | 16 dicembre 1976  |                 |
| 14 | The Rebellion             |                 | 23 dicembre 1976  |                 |
| 15 | The Ferris Wheel          |                 | 6 gennaio 1977    |                 |
| 16 | The Elopement             |                 | 13 gennaio 1977   |                 |
| 17 | John's Crossroad          |                 | 20 gennaio 1977   |                 |
| 18 | The Career Girl           |                 | 27 gennaio 1977   |                 |
| 19 | The Hero                  |                 | 3 febbraio 1977   |                 |
| 20 | The Inferno               |                 | 10 febbraio 1977  |                 |
| 21 | The Heartbreaker          |                 | 17 febbraio 1977  |                 |
| 22 | The Long Night            |                 | 24 febbraio 1977  |                 |
| 23 | The Hiding Place          |                 | 3 marzo 1977      |                 |
| 24 | The Go-Getter             |                 | 10 marzo 1977     |                 |
| 25 | The Achievement           |                 | 17 marzo 1977     |                 |